# Rochejean
Rochejean är en kommun i departementet Doubs i regionen Bourgogne-Franche-Comté i östra Frankrike. Kommunen ligger i kantonen Mouthe som tillhör arrondissementet Pontarlier. År 2022 hade Rochejean 748 invånare.

## Befolkningsutveckling
Antalet invånare i kommunen Rochejean
Referens:INSEE